# Noyers (Eure)
Noyers – miejscowość i gmina we Francji, w regionie Normandia, w departamencie Eure.
Według danych na rok 1990 gminę zamieszkiwały 193 osoby, a gęstość zaludnienia wynosiła 36 osób/km² (wśród 1421 gmin Górnej Normandii Noyers plasuje się na 708 miejscu pod względem liczby ludności, natomiast pod względem powierzchni na miejscu 660).